# Бороскоп
Бороскопът е оптичен инструмент, предназначен за изследване на тесни, труднодостъпни кухини, състоящ се от твърда или гъвкава тръба с окуляр или дисплей в единия край, обектив или камера от другия, свързани заедно с оптична или електрическа система.
За медицинска употреба подобни инструменти се наричат ендоскопи.